# Orthetrum trinacria
Orthetrum trinacria là một loài chuồn chuồn ngô thuộc họ Libellulidae. Loài này có ở Algérie, Angola, Botswana, Burkina Faso, Cameroon, Bờ Biển Ngà, Ai Cập, Ethiopia, Gambia, Ghana, Kenya, Libya, Madagascar, Malawi, Mali, Maroc, Mozambique, Namibia, Niger, Nigeria, Senegal, Somalia, Nam Phi, Tanzania, Togo, Uganda, Zambia, Zimbabwe, và có thể Burundi. It was recently recorded in the Maltese Islands năm 2003 và was recorded breeding on the island of Gozo năm 2004 Các môi trường sống tự nhiên của chúng là sông, shrub-dominated wetlands, swamps, hồ nước ngọt, intermittent freshwater lakes, freshwater đầm lầy, và intermittent freshwater marches.

## Hình ảnh

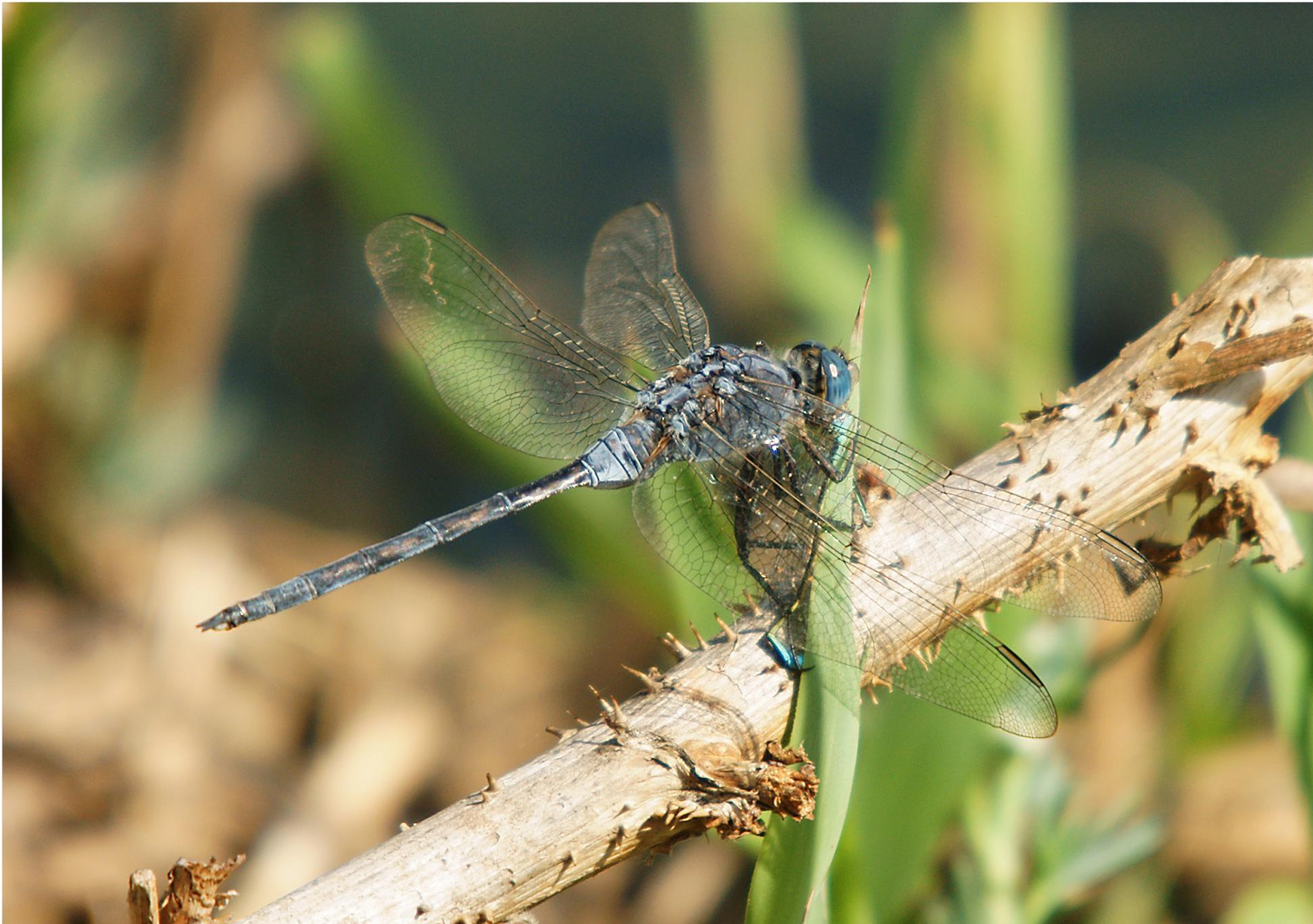
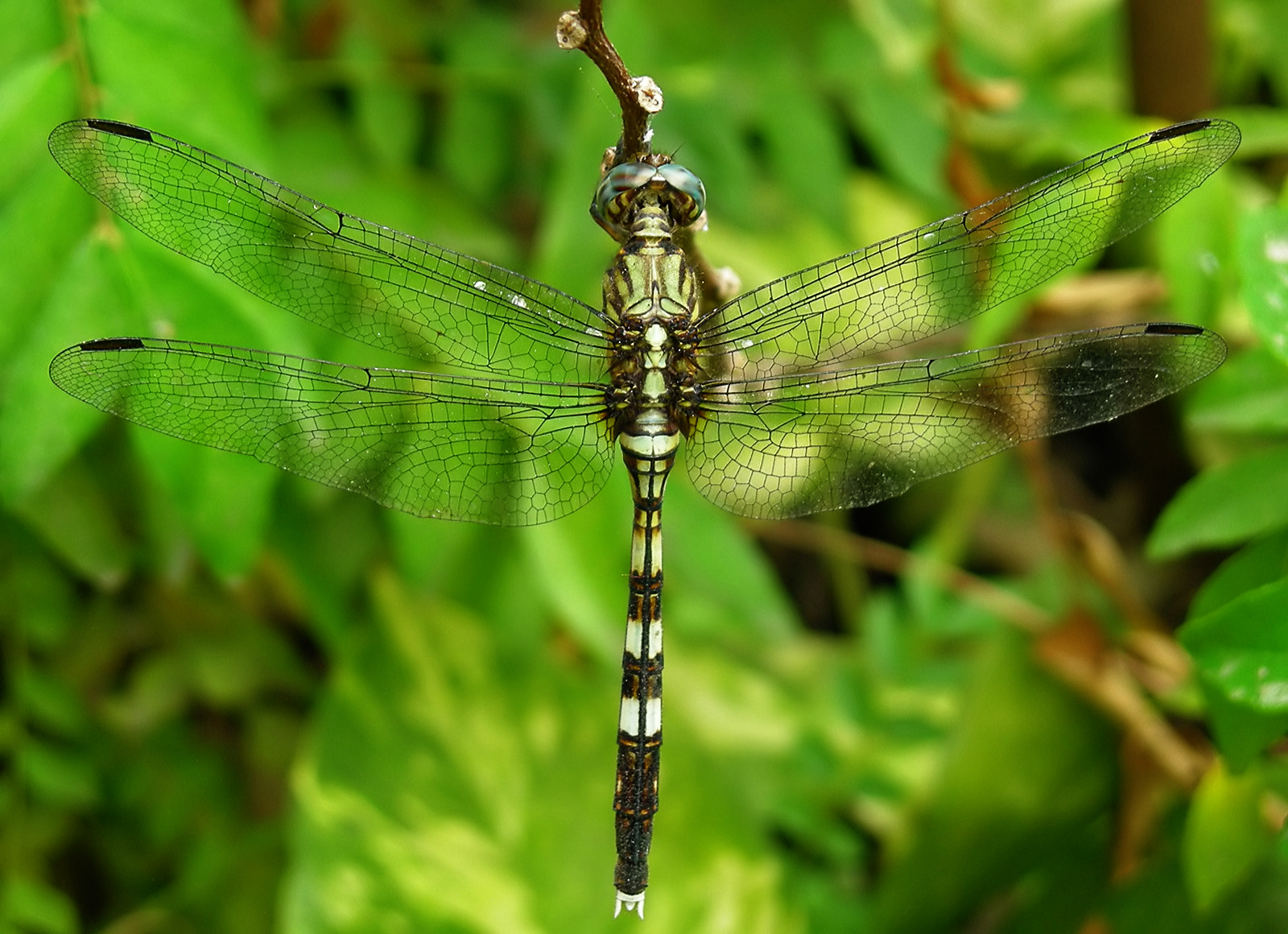